# Ducati 900 Supersport
Ne doit pas être confondu avec Ducati 900 Super Sport.
 (mai 2022).
Si vous disposez d'ouvrages ou d'articles de référence ou si vous connaissez des sites web de qualité traitant du thème abordé ici, merci de compléter l'article en donnant les références utiles à sa vérifiabilité et en les liant à la section « Notes et références ».
La 900 SS ou 900 Supersport est un modèle de moto sportive construit par Ducati.

## 900 SS

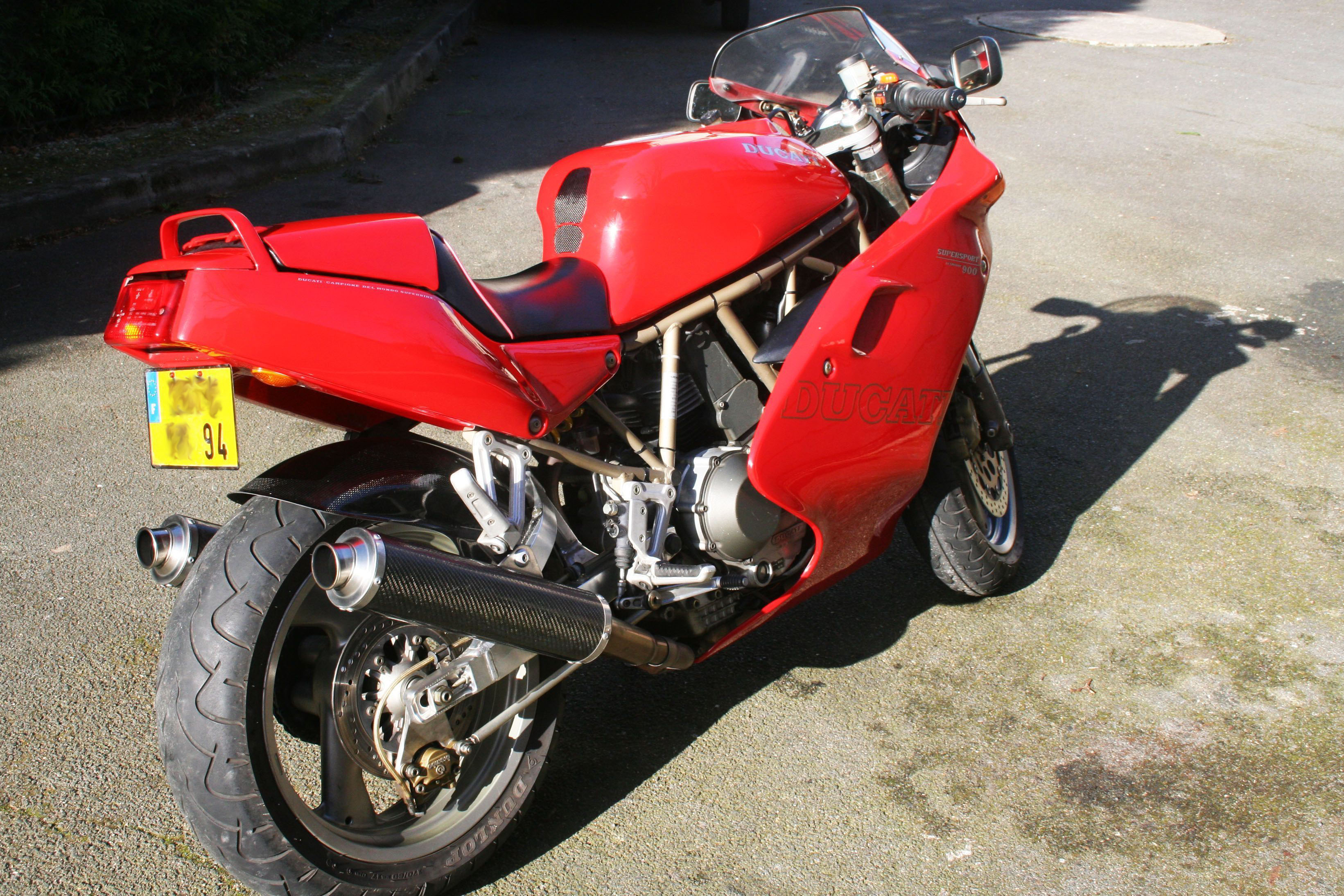
Vue arrière.

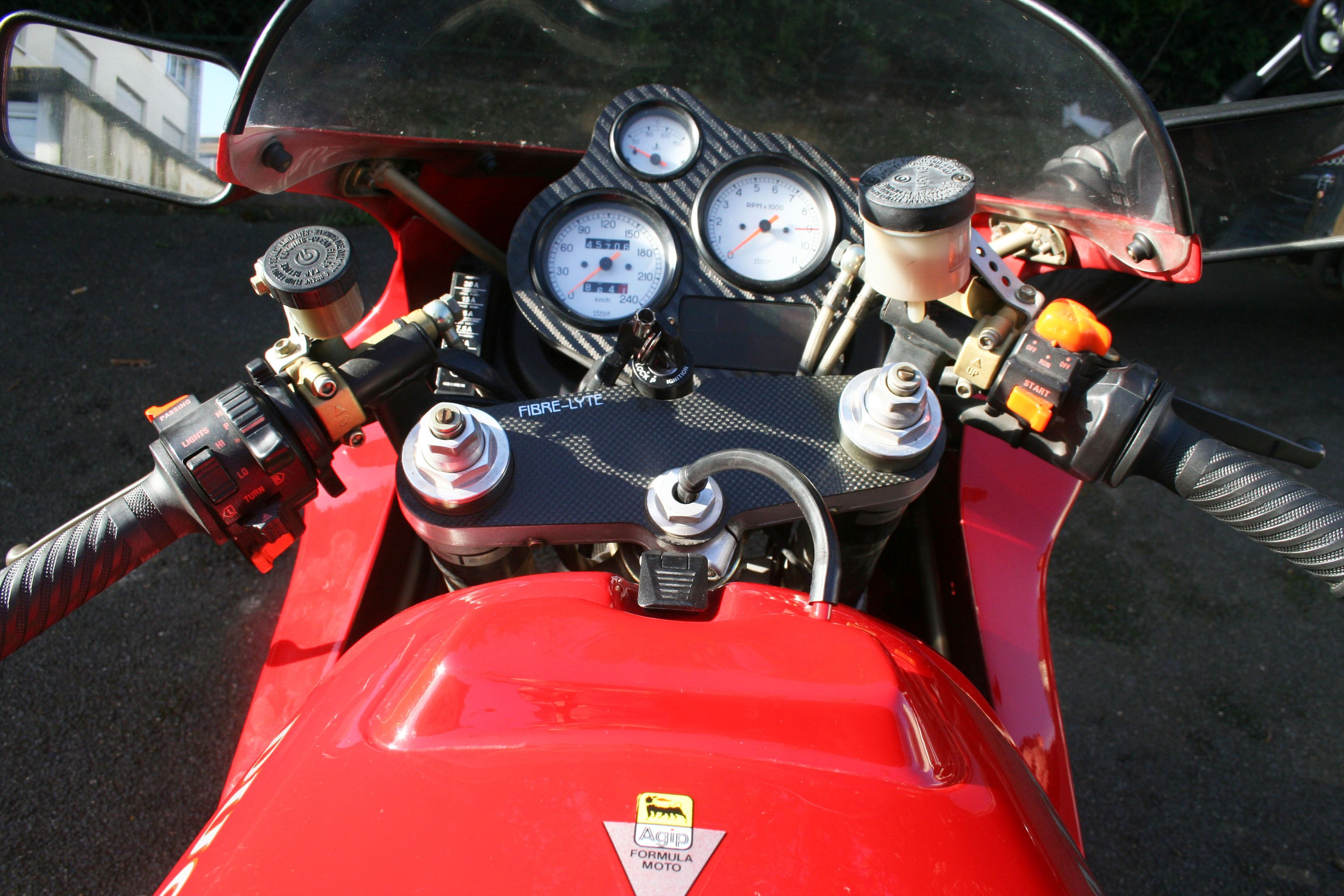
Détail du tableau de bord.

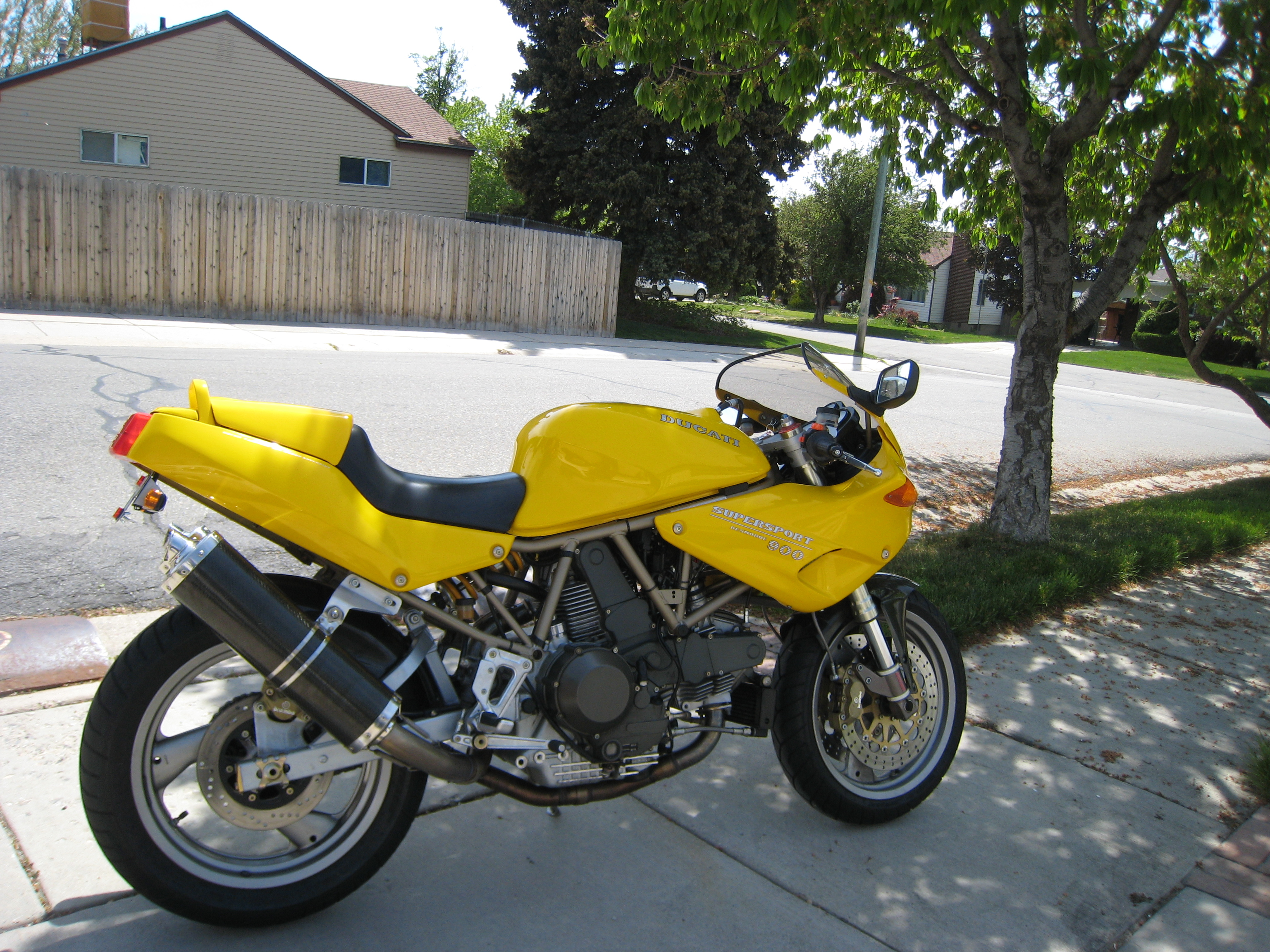
900 SS CR, modèle réservé aux États-Unis.

En 1989, la 900 SS revient sur le devant de la scène, pour offrir une alternative plus abordable, tant financièrement qu’en termes de pilotage, à la Superbike 851.
Elle reçoit le moteur pantah, à distribution par courroie, issu de la 600 Pantah, porté à 904 cm3. Il développe 73 ch à 7 000 tr/min. Le refroidissement par air est complété par un petit radiateur d’huile.
Les premiers modèles utilisent un carburateur double corps Weber de 44 mm de diamètre, puis l’usine adoptera des Mikuni de 38 mm, le carburateur Weber se montrant trop sensible à l’humidité et aux températures basses.
Les premières fourches sont siglées Marzocchi, mais elles sont remplacées dès 1991 par des Showa. La même année, les disques de frein avant gagnent 20 mm de diamètre. La capacité du réservoir diminue (17,5 L).
À partir de 1994, les États-Unis reçoivent un modèle élaboré avec un moteur de 900 SS, dans une partie-cycle de 750 SS, c’est la 900 CR Café Racer.
Pour 1997, la 900 SS récupère certains éléments de la Superlight, comme les garde-boue en fibre de carbone. La version à carénage intégral gagne des écopes supplémentaires sur les flancs, pour refroidir le cylindre arrière.
La 900 SS est disponible en version carénée ou semi-carénée depuis 1991. Elle est proposée en rouge, en jaune pour sa dernière année de commercialisation, ou couleur anthracite, mais, devant le peu de demande, cette dernière couleur n’est disponible qu’en 1992. Le modèle semi-caréné est l’œuvre de Miguel Angel Galuzzi, le père de la Mostro.
Par ailleurs, la moto que pilote Pépé, alias Guido Brasletti, à partir du tome 2 de la BD Joe Bar Team, est une 900 SS semi-carénée.

À l’instar de la 900 Mostro, l’importateur français, la SIMA, sortira une série spéciale limitée à trente machines de la 900 SS, intitulée « Joe Bar Team ». Elle est grise, avec une bande bleue courant du garde-boue avant au dosseret de selle, et sur les flancs de selle et de carénage. Le logo « Joe Bar Team Spirit » orne également les flancs de carénage.
Cette moto apparaît également dans l'animé éX-Driver, principalement dans l'épisode 4. Elle est conduite par une éX-Rider F.A. (Free Agent) dénommé Rei Kazama afin d'arrêter les voitures électriques et autonomes avec intelligence artificielle défaillante. Extérieurement, ce qui la différencie du modèle de série, ce sont ses différents stickers "éX-Rider".

## 900 SL Superlight

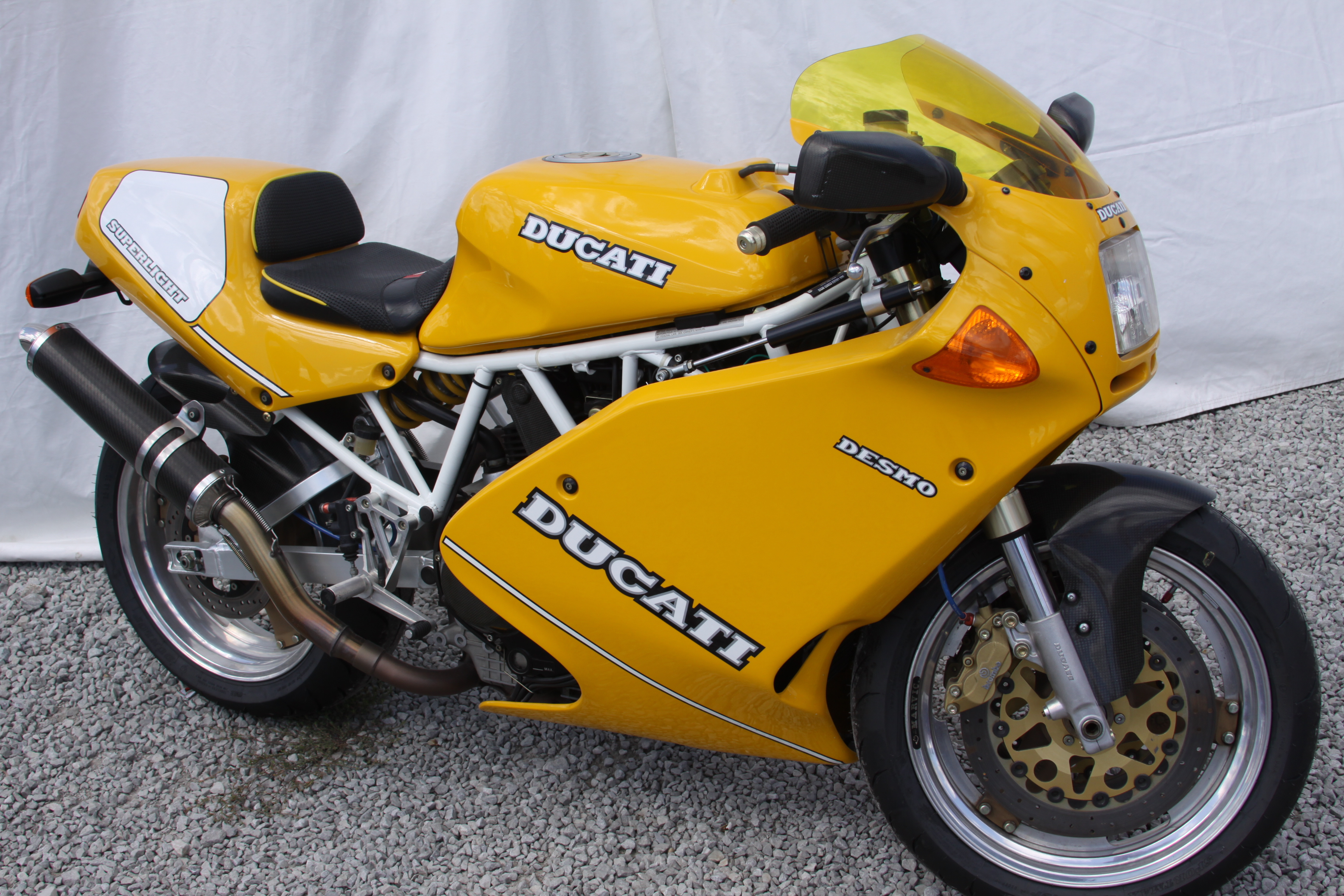
900 Superlight.

La série limitée SL, pour Superlight, est présentée au salon de Rome en 1991, elle est jaune et exclusivement monoplace. Les jantes Marvic en magnésium et les garde-boue sont en fibre de carbone permettent de gagner 7 kg par rapport à la 900 SS standard. Les échappements proviennent de la 888 SP4.
En 1992, le coloris jaune est réservé aux États-Unis, tandis que l’Europe ne reçoit que des modèles rouge.
Les jantes Marvic jugées trop fragiles, la SL reprend les Brembo de la 900 SS standard en 1993.
1994 : la fourche est remplacé par une Showa identique à celle des 888 SP5. Aux États-Unis, elle ne s’appelle plus « Superlight » (SL), mais « Sport Production » (SP), elle est équipée d’une selle biplace et de silencieux d’échappement différents.
La SL disparait fin 1997, la 900 SS standard a évolué et elle s’est rapprochée de plus en plus de la SL, aussi bien sur le plan des performances que de l’équipement. Son tarif plus élevé n’est plus réellement justifié. Elle est néanmoins sortie à 4 922 exemplaires.

## 900 SS FE Final Edition
Cette 900 SS met fin à la lignée des 900 SS à carburateur. Elle est présentée en 1998. Elle apparaît dans une livrée grise, avec les jantes noires. Elle est également équipée de garde-boue, d'un carter de chaîne et d’un couvercle d’embrayage en fibre de carbone, d’une ligne d’échappement Termignoni et d’une selle monoplace. Le freinage à l’avant est confié à des disques de 320 mm en fonte et flottants. Les 800 exemplaires produits (500 pour l’Europe et 300 pour les États-Unis) reçoivent une plaque numérotée.

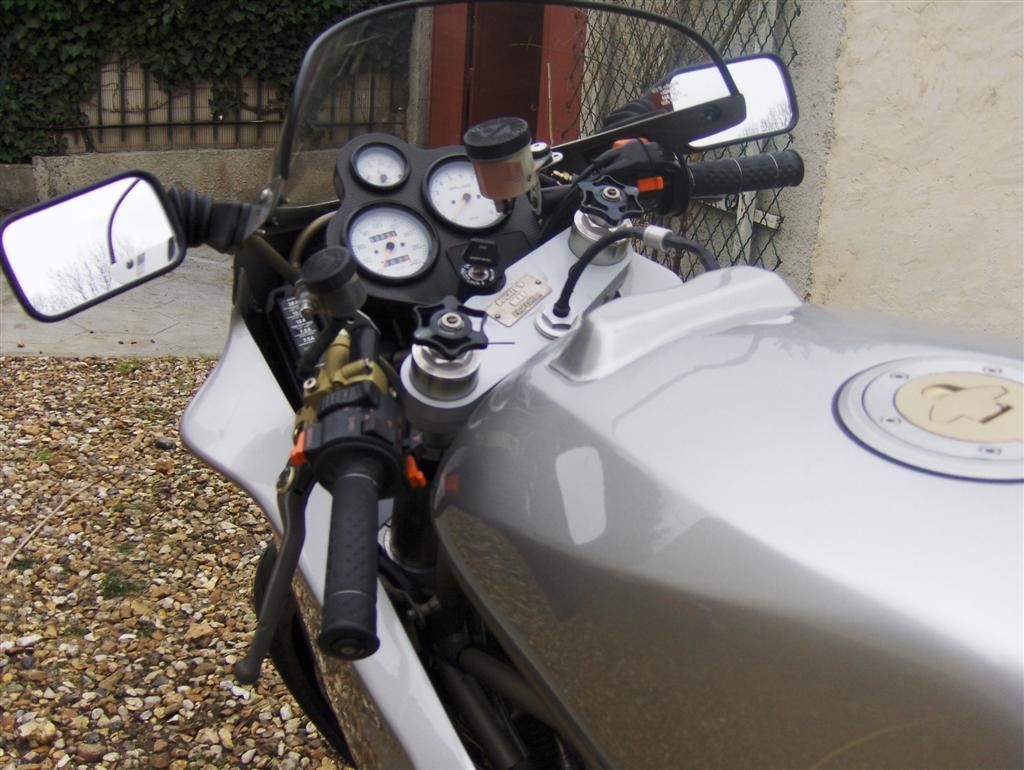
Tableau de bord.
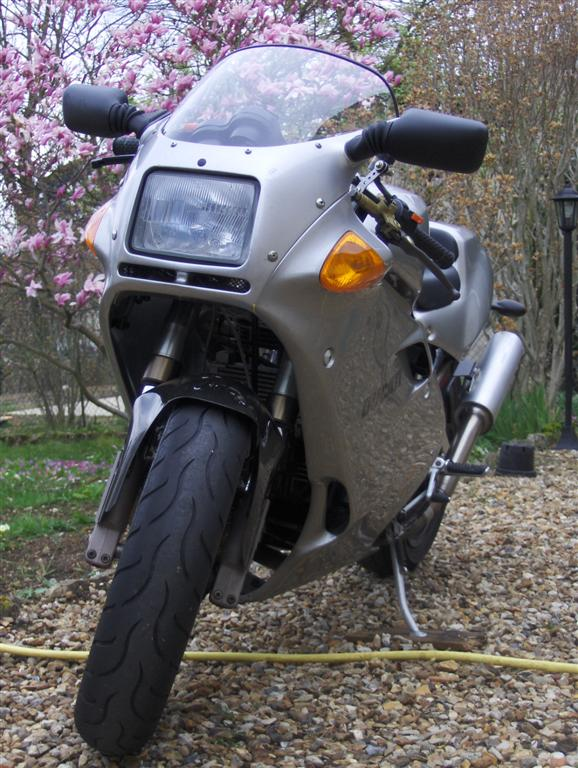
Vue de face.
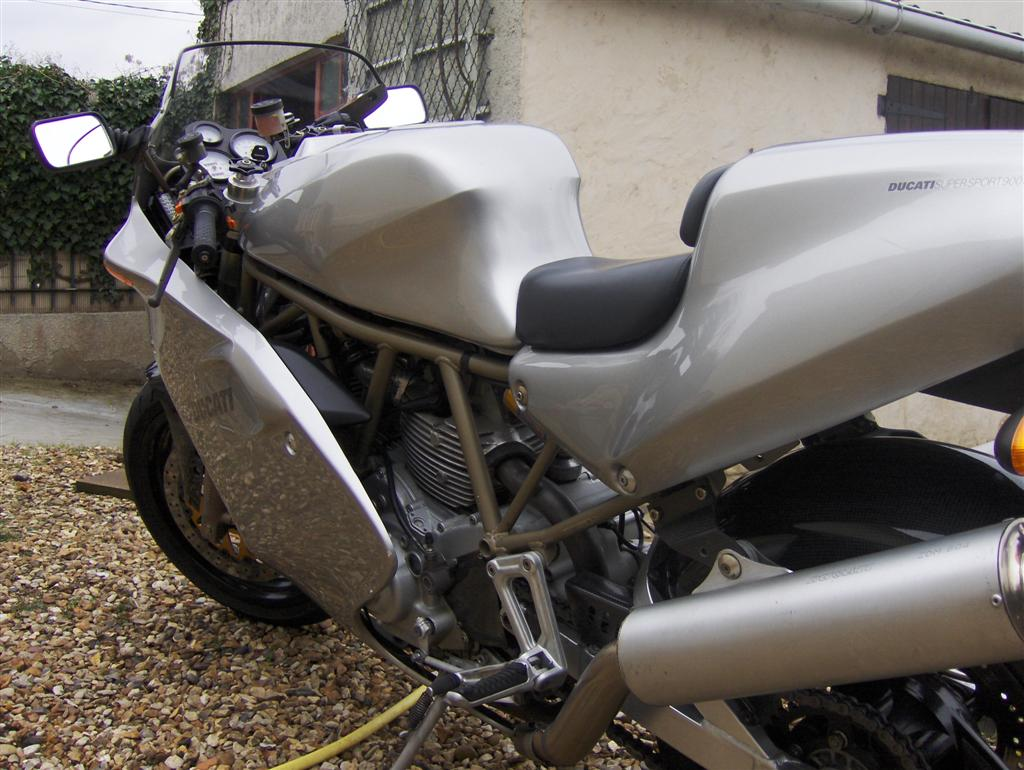
Vue arrière.

## 900 SS i.e.

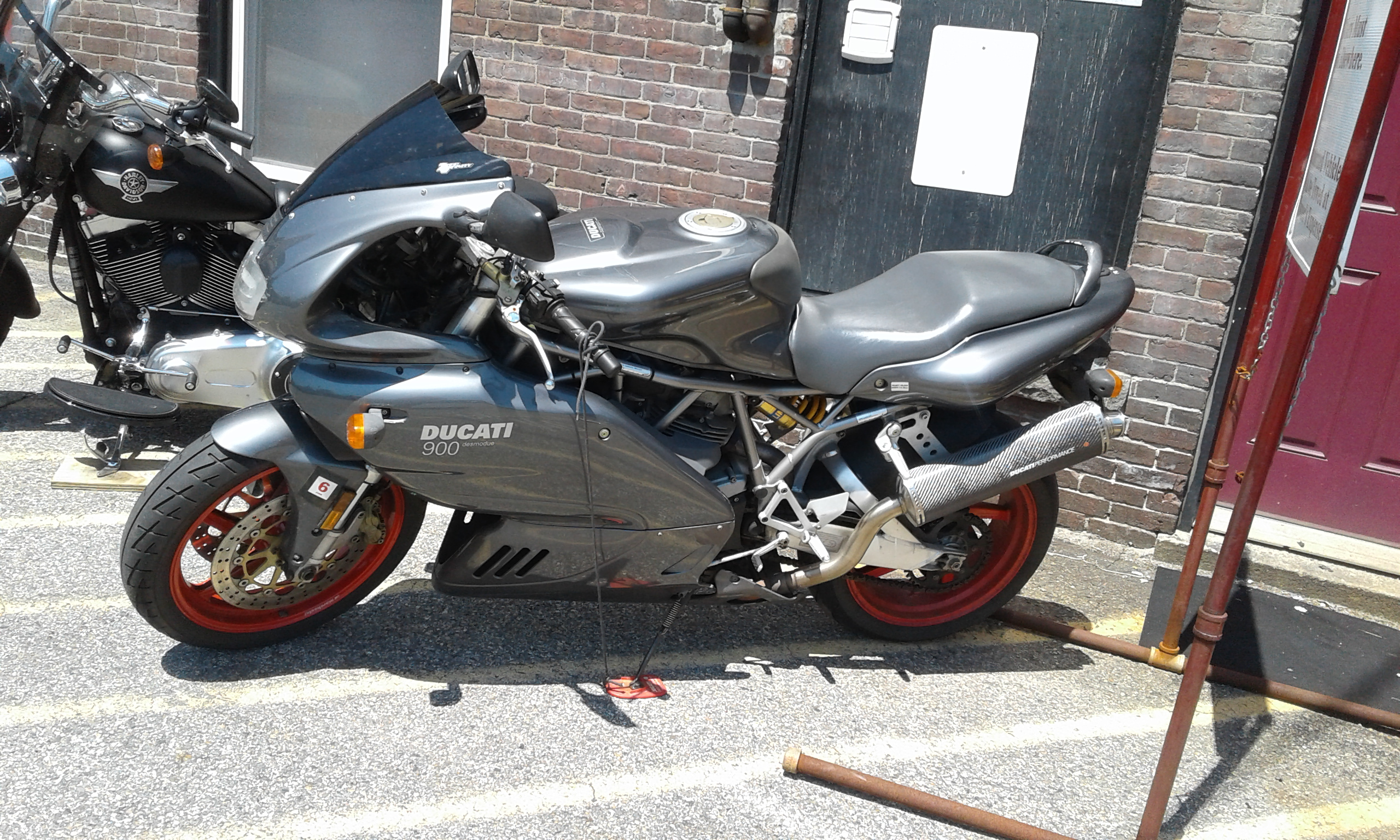
900 SS i.e.

Pierre Terblanche présente au salon de Milan 1997 la remplaçante de la 900 SS.